# České Brezovo (hrad)
České Brezovo je zaniklý hrad ve správním území obce České Brezovo v okrese Poltár v Banskobystrickém kraji na Slovensku. Nachází se na protáhlém hřebeni zvaném Hradní stráň, asi 2,5 kilometru severovýchodně od vesnice. Podle archeologických nálezů byl hrad osídlen přibližně ve čtrnáctém a patnáctém století.

## Historie
O hradu se nedochovaly žádné písemné prameny a doba jeho existence je na základě nalezené keramiky datována rámcově do čtrnáctého a patnáctého století. Jeho zakladatelem mohl být na přelomu třináctého a čtrnáctého století Felicián Zách, kterému patřila okolní krajina. Felicián po roce 1312 přišel za podporu Matúše Čáka Trenčanského o část majetku, ale brzy ji získal zpět. Za účast na jiném spiknutí byl králem Karlem Robertem roku 1330 popraven. Jiným možným zakladatelem hradu mohl být Jan z rozrodu Ákošů, kterému panovník Brezovo po Feliciánové smrti věnoval. Když v patnáctém století obsadily krajinu Poiplí oddíly Jana Jiskry z Brandýsa, mohla být na hradě umístěna jejich posádka. Někdy ve druhé polovině patnáctého století, nejspíše při tažení proti Janu Jiskrovi nebo bratříkům, hrad zanikl.

## Stavební podoba
Hrad měl dvoudílnou dispozici tvořenou předhradím a jádrem, kterou téměř po celém obvodu obepíná příkop a vnější val. Pouze na jižní straně val v důsledku eroze téměř zanikl. Od severu přístupné předhradí má trojúhelníkový půdorys. Hradní jádro s lichoběžníkovým půdorysem a rozměry 33 × 19 metrů od něj odděluje nevýrazný příčný příkop. Na povrchu jádra ani předhradí nejsou patrné pozůstatky staveb, takže je pravděpodobné, že většina jich byla postavena ze dřeva.